# HLA-B27

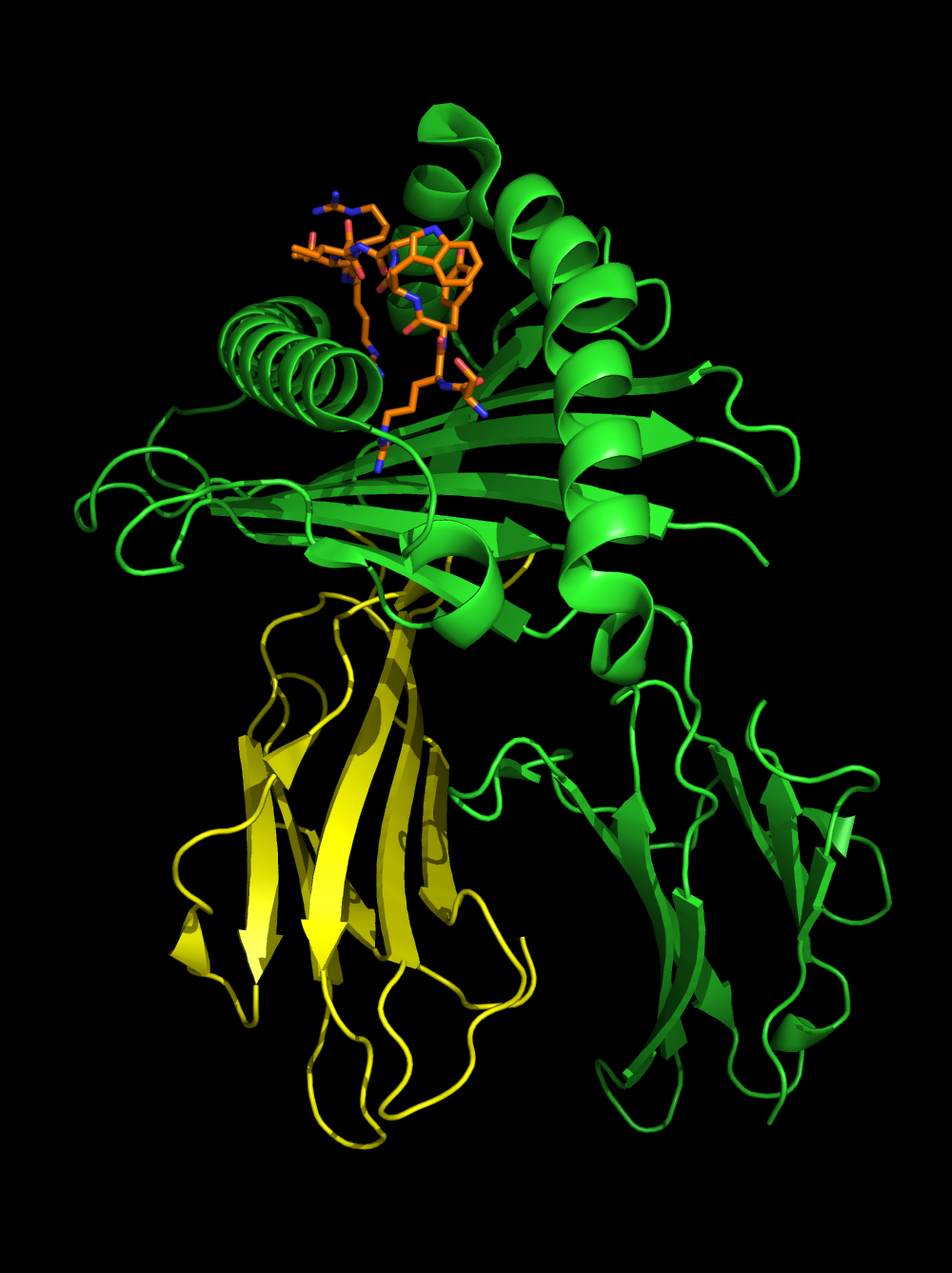
HLA-B*2705 (cadena A acolorida de verd, cadena B acolorida de groc) complexat amb un fragment de la nucleoproteïna de la grip NP383-391 (taronja9. ID PDB 2BST

L'antigen leucocitari humà B*27 o HLA-B27 (subtipus B*2701-2724) és un antigen de superfície classe I codificat pel locus B en el complex d'histocompatibilitat principal en el cromosoma 6 i es presenta a les cèl·lules T.
L'HLA-B27 està fortament associat amb un cert conjunt de malalties autoimmunitàries, es poden recordar amb el PAIR mnemònic i inclouen psoriasi, espondilitis anquilosant, malaltia inflamatòria intestinal i artritis reactiva.
A la població general, aproximadament tenen l'antigen HLA-B27 un 8% de caucàsics, un 4% d'africans, un 2-9% de xinesos i un 0,1-0,5% de japonesos. Al nord d'Escandinàvia (Lapònia), el 24% de les persones són HLA-B27 positives.